# سجاد صاليحوفيتش
سجاد صاليحوفيتش (مواليد 8 أكتوبر 1984 في زفورنيك - يوغوسلافيا) لاعب كرة قدم بوسني يلعب حاليا لصالح نادي الدرجة الأولى هوفينهايم الألماني منذ 2006 في مركز الظهير الأيسر كما يجيد اللعب في مركز الجناح الأيسر والوسط المهاجم .

## روابط خارجية
- سجاد صاليحوفيتش على موقع الاتحاد الدولي (مؤرشف)  (الإنجليزية)
- سجاد صاليحوفيتش على موقع الاتحاد الأوربي (الإنجليزية)
- سجاد صاليحوفيتش على موقع قاعدة بيانات كرة القدم.إي يو (الإنجليزية)
- سجاد صاليحوفيتش على موقع بيانات كرة القدم. دي إي (الألمانية)
- سجاد صاليحوفيتش على موقع ناشيونال فوتبول تيمز (الإنجليزية)
- سجاد صاليحوفيتش على موقع Soccerway.com (الإنجليزية)
- سجاد صاليحوفيتش على موقع عالم كرة القدم.نت (الإنجليزية)
- سجاد صاليحوفيتش على موقع AS.com (الإسبانية)